# Verrou glaciaire
Pour les articles homonymes, voir Verrou (homonymie).

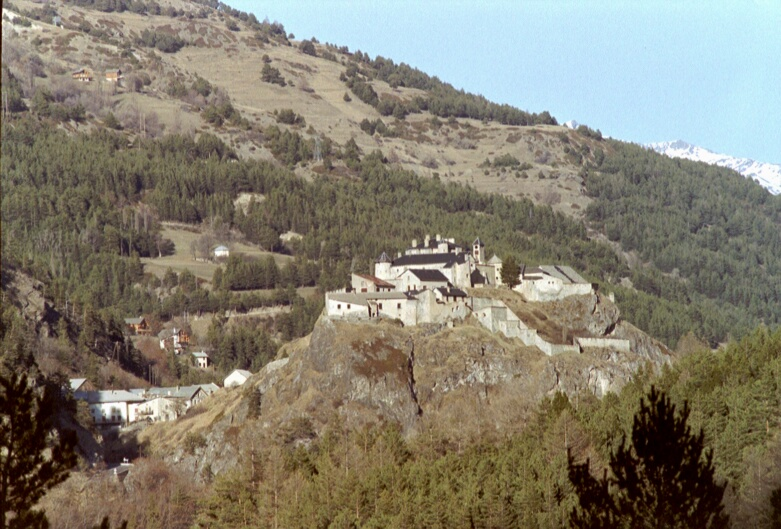
Le fort Queyras a été construit sur un verrou situé au milieu de la vallée.

En géomorphologie, un verrou glaciaire est la diminution de la largeur et l'élévation du plancher rocheux d'une vallée glaciaire au droit d'une zone qui a mieux résisté à l'érosion du glacier.
Le verrou, étranglement transversal de la vallée, s'oppose à l'ombilic, bassin topographique qui désigne un élargissement et un surcreusement de la vallée juste en amont en raison du ralentissement du glacier au niveau du verrou. Quand les glaciers ont rencontré les dépôts des avalanches de débris plus résistants, ils ont en effet creusé la vallée en amont de ces seuils. À la fin de la glaciation, les eaux des rivières ont ensuite incisé et entaillé la roche plus résistante des verrous glaciaires, donnant naissance aux gorges et aux falaises.
Il existe plusieurs configurations possibles en fonction de la dureté des roches et de l'érosion. Le volume du verrou peut être imposant et son altitude nettement supérieure à celle de l'amont ou de l'aval. Les verrous sont composés de roches cohérentes et constituent des points d'appui propices aux ouvrages d'art. Il arrive également que le verrou occupe une partie de la largeur de la vallée, apparaissant alors comme une colline parfois escarpée. De tels emplacements étaient appréciés au Moyen Âge pour la construction de châteaux forts. Aujourd'hui, ces secteurs ont un intérêt touristique, les vallées, en s’encaissant et se resserrant, engendrent en effet des effets de seuil visuel.

## Verrou rocheux et verrou morainique
En reculant, les glaciers abandonnent des moraines frontales qui peuvent être à l'origine d'un verrou morainique qui se distingue du verrou rocheux par son origine. Les lacs de Longemer, de Retournemer et de Gérardmer, dans les Vosges, sont ainsi retenus pas trois verrous successifs. De nombreux lacs de piémont, tel le lac de Garde en Italie, doivent leur existence à ces verrous morainiques.

## Lac de verrou et lac de barrage
Le lac de verrou est un lac de surcreusement. La moraine frontale peut constituer un barrage et donner naissance à un lac de barrage sans que le glacier se soit retiré.